# マイケル・アリス
マイケル・アリス（Michael Vaillancourt Aris、1946年3月27日 - 1999年3月27日）は、イギリスの東洋文化学者。チベット、ヒマラヤの文化を専門とした。

## 経歴
1946年、キューバのハバナ生まれ。父はイギリス人でブリティッシュ・カウンシルに勤務していた。1967年にダラム大学を卒業し、7年間ブータン王国の王家の子供たちの家庭教師を務めた。オックスフォード大学のセント・ジョーンズ・カレッジなどで講師。1978年ロンドン大学ソアーズ(SOAS)で博士号取得。
1972年、大学で知り合った一つ年上のアウンサンスーチーと結婚し、北オックスフォードに住む。アレクサンダー、キムの二人の息子をもうけた。1988年、母の看病のため帰国した妻がビルマ民主化運動の指導者になると、ロビー活動をおこなって妻を後方支援した。その後、妻はビルマで自宅軟禁された。
1997年前立腺がんと診断され、国連のコフィー・アナン事務総長、ローマ教皇ヨハネ・パウロ2世、アメリカ政府がビザ発給をビルマ政府に申請したがビルマ政府は認めず、代わりに妻にイギリス行きを勧めた。だが妻は、ビルマへ帰れなくなることを恐れて従わず、1995年のクリスマスに会ったのを最後に、アリスはオックスフォードで53歳の誕生日に死去した。

## 家族・親族
- 双子の兄：アンソニー・アリスもチベット文化学者で、出版関係者。
- 妻：アウンサンスーチー。
- 子：アレクサンダー・アリス、キム・アリス

## 映画化
『The Lady アウンサンスーチー ひき裂かれた愛』2011で、デヴィッド・シューリスがアリス役を演じている。

## 日本語文献
- アウンサン・スーチー著、マイケル・アリス編、ヤンソン由実子訳『自由』 集英社 1991